# Ribeira Despe-te que Suas
A Ribeira Despe-te Que Suas é um curso de água português localizado no concelho do Nordeste, ilha de São Miguel, arquipélago dos Açores.
Este curso de água tem origem a cerca de 900 metros de altitude, nos contrafortes do Planalto dos Graminhais.
A sua bacia hidrográfica drena parte do Pico da Vara abrangendo a Reserva Florestal Natural Parcial do Pico da Vara, parte do já referido  Planalto dos Graminhais e parte do Espigão dos Bois. 
O curso de água desta ribeira que desagua no Oceano Atlântico fá-lo depois de atravessar parte da localidade da Algarvia e de Santo António de Nordestinho.
Esta Ribeira é atravessada pela Estrada Regional nº 1 para o que efeito foi construída uma ponte que herdou o nome da ribeira e que estabelece a ligação entre Santo António Nordestinho e a Algarvia do Nordestinho, servindo de fronteira natural entre as duas freguesias.